# Masicera sphingivora
Masicera sphingivora là một loài ruồi trong họ Tachinidae.